# كيلي سانشيز
كيلي ميشيل سانشيز (ولدت في 13 أكتوبر 1977) ممثلة أمريكية، لعبت دور البطولة في دور آن سوريلي في الدراما الكوميدية مرتبط وفي دور نيكي فرنانديز في فريق التمثيل الرئيسي في الموسم الثالث من المسلسل الدرامي التلفزيوني لوست.

## نشأتها وتعليمها
وُلدت سانشيز في شيكاغو. والدها، أوسكار سانشيز، فارس سباقات. وهي واحدة من أربعة أبناء، وهي من أصل بورتوريكي. بدأت سانشيز مسيرتها التمثيلية في مدرسة غلينبارد نورث الثانوية في كارول ستريم، إلينوي، عندما شاركت في إنتاج مدرسي لمسرحية "عناقيد الغضب". ساعدها أداؤها على التغلب على رهبة المسرح، التي كانت تعاني منها آنذاك.

## روابط خارجية
- كيلي سانشيز على موقع IMDb (الإنجليزية)
- كيلي سانشيز على موقع روتن توميتوز (الإنجليزية)
- كيلي سانشيز على موقع ألو سيني (الفرنسية)
- كيلي سانشيز على موقع تيرنر كلاسيك موفيز (الإنجليزية)
- كيلي سانشيز على موقع أول موفي (الإنجليزية)
- كيلي سانشيز على موقع قاعدة بيانات الأفلام السويدية (السويدية)
- كيلي سانشيز على موقع إن إن دي بي (الإنجليزية)
- كيلي سانشيز على موقع قاعدة بيانات الفيلم (الإنجليزية)
- كيلي سانشيز على موقع كينوبويسك (الروسية)
- StuffMagazine.com Shoot